# Ferenc Juhász (politico)
Ferenc Juhász (Nyíregyháza, 6 luglio 1960) è un politico ungherese che ha in passato ricoperto la carica di Ministro della difesa del proprio paese.
È stato membro del Partito Socialista Ungherese (MSZP) a partire dal 1990 e dal 2000 è vicepresidente del partito stesso.
È stato ministro della difesa dal 27 maggio 2002 al 9 giugno 2006.